# Maràna tha

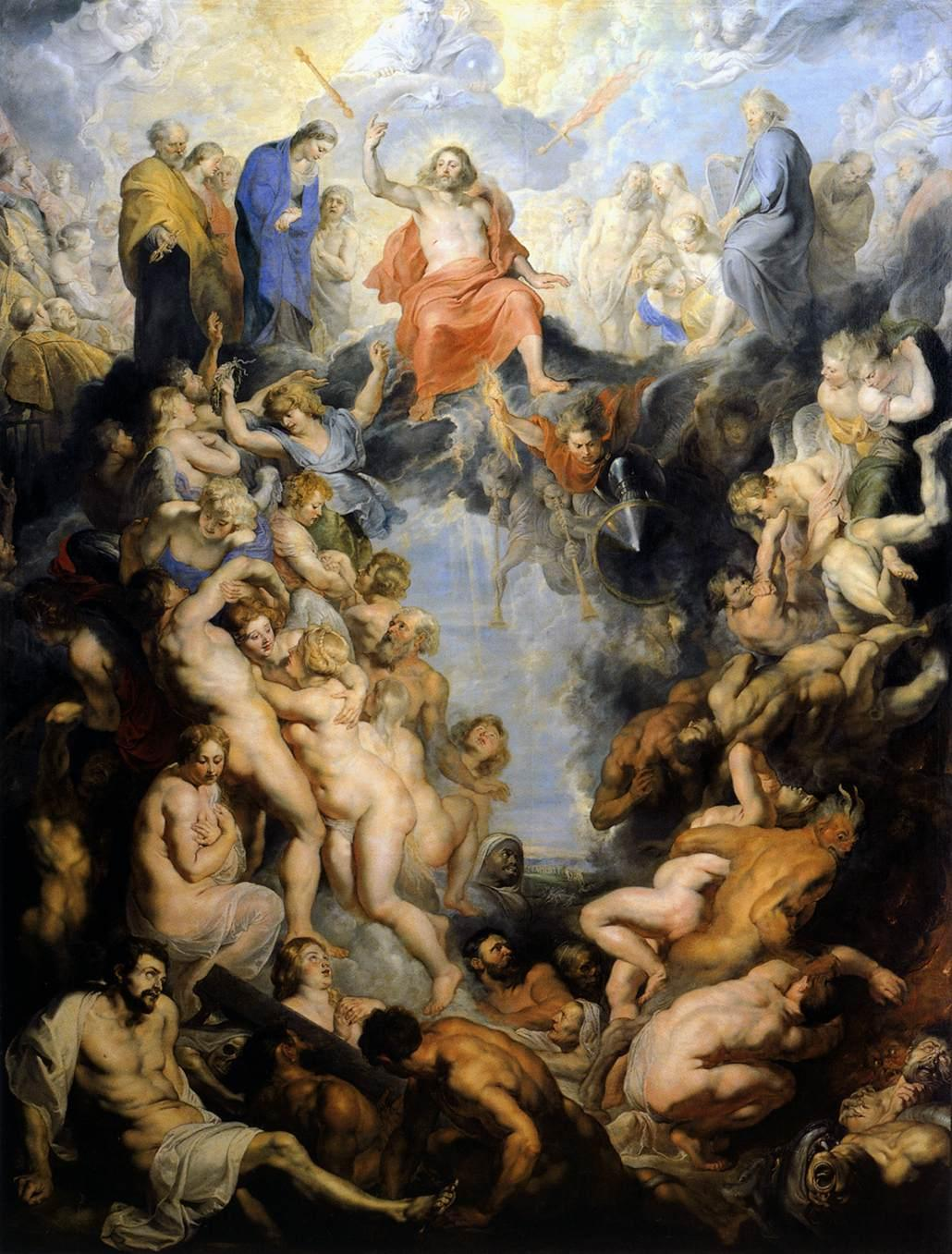
Peter Paul Rubens, Giudizio universale

Maràna tha (in aramaico מרנא תא: maranâ thâ' ) è un'invocazione o formula di preghiera cristiana in lingua aramaica. 
Dato che nei manoscritti manca lo spazio fra le due parole, l'espressione può anche essere letta come maran atha (מרן אתא: maran 'athâ' ); si tratta dunque di un'espressione il cui significato non è univoco: alcuni traducono "il Signore è venuto o viene" (ad es.: "Dizionario della Bibbia", a cura di G. Bof, Vallardi, 1993, sub voce); altri, "Signore, vieni" (autorevolmente, in questo senso, per tutti R.E. Brown, "Introduzione al nuovo Testamento". ed. it. Queriniana, Brescia, 2008, passim).
L'espressione è utilizzata da San Paolo nella Prima lettera ai Corinzi (16,22) ed è solitamente interpretata come un'invocazione della parusia, analoga a quella in lingua greca erchou kyrie Iesou nell'Apocalisse di Giovanni (22,20). Questa interpretazione è stata utilizzata dai teologi, che sostengono la credenza dei primi cristiani in un imminente arrivo della fine del mondo. La formula, tuttavia, sembra essere stata utilizzata nel contesto della celebrazione eucaristica e perciò poteva indicare simultaneamente sia il gioioso annuncio della reale presenza del Signore sia l'attesa cristiana del suo ritorno (indipendentemente dalla prossimità o meno di questo ritorno). Si ritiene (R.E. Brown, op. cit., p. 1038) che il finale dell'Apocalisse, che cita esplicitamente la formula, attesti l'antichità di tale preghiera cristiana.
Poiché Paolo non traduce in greco l'espressione aramaica, si ritiene che i cristiani di lingua greca (quanto meno la comunità dei Corinzi) la utilizzassero già ritualmente in liturgia, in modo analogo a quanto accadeva alle parole aramaiche amen e alleluia (cfr. Didaché, 10, 6).